# Висоцька Юлія Олександрівна
Юлія Олександрівна Висоцька (нар.. 16 серпня 1973, Новочеркаськ, РРФСР) — російська актриса театру і кіно, телеведуча.

## Навчання
Народилася 16 серпня 1973 року в Новочеркаську. Вона закінчила середню школу № 9 міста Баку у 1990 році.
Закінчила акторський факультет Білоруської державної академії мистецтв (1995) та Лондонську академію музичного і драматичного мистецтва (1998).

## Виступи в театрі
Працювала в Білоруському національному академічному театрі ім. Янки Купали, де зіграла головні ролі у виставах «Безіменна зірка», «Лиса співачка» та інших.
Після переїзду до Москви успішно виступала на сцені Московського державного академічного театру ім. Моссовєта.
У 2008 році запрошена гастрономічною кураторкою російського вечора в рамках Всесвітнього економічного форуму в Лондоні. Наступного року також була гастрономічним режисером в московському ресторані «Family Floor».

## Ведуча на телебаченні
З 2003 року почала працювати ведучою на телеканалі НТВ у недільній кулінарній передачі «Їмо вдома!», а також у ранковій програмі «Сніданок з Юлією Висоцькою».
З жовтня 2009 року по теперішній час  була головною редакторкою кулінарного журналу «ХлібСіль», також у 2009 році під патронатом Юлії Висоцької запущена соціальна кулінарна мережа edimdoma.ru і перше кулінарне інтернет-телебачення edimdoma.tv.
Юлія Висоцька — авторка кулінарних бестселерів, загальний тираж її книг перевищив півтора мільйона примірників.
У 2011 році вона відкрила в Москві гастрономічний ресторан «Йорнік» і заснувала кулінарну студію «Julia Vysotskaya». Для бажаючих навчитися готувати самостійно заснувала туристичну фірму з маршрутами, що охоплюють відвідування найвідоміших в кулінарії ресторанів країн Західної Європи.

### Родина
- Мати — Світлана.
- Вітчим — Олександр.
- Сестра — Інна.
- Перший чоловік — Анатолій Леонідович Кот.
- З 1998 року — дружина кінорежисера Андрія Кончаловського. У родині двоє дітей — дочка Марія (нар. 1999) та син Петро (нар. 2003).

## Визнання і нагороди
- Вистава «Озирнись у гніві» за Джоном Осборном — премія за кращу жіночу роль.
- 2003 — Номінація на премію «Золотий орел» за кращу жіночу роль у кіно (фільм «Будинок дурнів»)
- Премія за кращу жіночу роль на фестивалі «Віват, кіно Росії!» (фільм «Будинок дурнів»).
- У 2007 році програма «Їмо вдома!» стала володарем телевізійної премії «ТЕФІ» (у номінації «Розважальна програма. Спосіб життя») і премії «Effie» (бренд року).
- У 2009 році за пропаганду здорового способу життя програмі «Їмо вдома!» присвоєно знак «Схвалено екологами Росії».
- У 2014 році програма «Їмо вдома!» стала володарем телевізійної премії «ТЕФІ» (у номінації «Ранкова програма»), а Юлія Висоцька — переможцем у номінації «Ведучий ранкової програми» у 2014[3], в 2016[4][5] та у 2017 роках[6].
- 2016 — 54-й Міжнародний кінофестиваль в Хіхоні, Іспанія[7] — приз за кращу жіночу роль
- 2017 — Премія «Золотий орел» за кращу жіночу роль у кіно (фільм «Рай»)
- 2017 — Премія «Ніка» за кращу жіночу роль (фільм «Рай»)[8]
- 2017 — 35-й Мюнхенський кінофестиваль — премія Бернхарда Віккі «Міст» за краще виконання жіночої ролі в іноземній фільмі[9]

## Творчість

### Ролі в театрі

#### Національний академічний театр імені Янки Купали
- 1993 — «Лиса співачка» за Еженом Йонеско — Мадам Сміт
- 1995 — «Озирнись у гніві» за Джоном Осборном — Елісон
- 1995 — «Безіменна зірка» за Михаїлом Себастіаном — Мона
- 2002 — «Любов — книга золота», антреприза за Олексієм Толстим.

#### Театр імені Моссовєта
- 2004 — «Чайка» (А. Чехов) — Ніна Зарічна
- 2009 — «Дядя Ваня» (А. Чехов) — Соня
- 2012 — «Три сестри» (А. Чехов) — Маша

#### Московський драматичний театр на Малій Бронній
- 2005 та 2009 рр. — «Міс Жюлі» за Августом Стріндбергом — Міс Жюлі

### Фільмографія
1. 1992 Піти й не повернутися — Зося
2. 1994 Зачаровані — дівчина з диспуту
3. 1994 Гра уяви — Женя
4. 2002 Будинок дурнів — Жанна Тимофєєва
5. 2003 Макс — Елен
6. 2003 Лев узимку — Елліс
7. 2005 Солдатський декамерон — Віра
8. 2006 Перше правило королеви — Інна Селіверстова
9. 2007 Глянець — Галя
10. 2007 Рататуй — Колетт
11. 2010 Лускунчик і Щурячий Король 3D — мама, Фея
12. 2016 Рай — Ольга

### Телевізійні проекти
- Програма «Їмо вдома» на телеканалі НТВ (з 2003 року, нд.)
- Програма «Сніданок з Юлією Висоцькою» на телеканалі НТВ (2010—2015, пн.-чт.)
- Кулінарний експерт у проекті «Пекельна кухня» на українському каналі «1+1» (2011—2012; в 1 і 2 сезони)
- Рубрика «Ранок з Юлією Висоцькою» у програмі «Новий ранок» на телеканалі НТВ (з 7 вересня 2015 року, пн.-пт.)
- Програма «Висоцька Life» на телеканалі НТВ (з 7 травня 2016 року, зб.)
- Програма «Жди меня» на телеканалі НТВ (з 27 жовтня 2017 року, пт.)[10]